# Сидоров, Виктор Никифорович
Виктор Никифорович Сидоров — российский юрист, учёный-правовед, специалист по таможенному праву, кандидат юридических наук, кандидат философских наук, доцент кафедры международного права МГЮА.
В качестве представителя научного сообщества активно привлекается в экспертные дискуссии и к проработке отдельных общественно-значимых задач, является автором статей и иных публикаций в российских и зарубежных журналах, которые входят в международные базы данных Web of Science: «Сiencia Jurídica», «Remap», «Законность», «Современное право», «Вестник Московского университета», «Советник юриста» и др. С 2019 г. член Союза журналистов России и Российской Ассоциации международного права.
Принимает активное участие в научных конференциях посвящённым вопросам таможенного права. Участвовал в заседаниях: Первого международного таможенного форума, Гайдаровского форума «Россия и мир: национальные цели развития и глобальные тренды»; Комитета по вопросам экономической интеграции и внешнеэкономической деятельности и Совета по таможенной политике ТПП России "Перспективы создания «единого окна»; XV Международного конгресса «Блищенковские чтения». Выступил на них с научными докладами.
С 1997 г. на научно-педагогической работе, подготовил научные труды и Учебник по Таможенному праву и издал его пятью переизданями.
Первым в отечественной научной литературе посвятил развёрнутое учение содержанию праву как феномену культуры на основе системно-деятельностного подхода.
В последующих работах данный подход ученый применил в рамках исследования ряда дискуссионных и малоисследованных вопросов в области гражданского права, в частности при анализе теоретических и практических вопросов правосубъектности некоммерческих организаций, .
Значительное в научной деятельности В. Н. Сидорова занимают исследования теории таможенного права. Ему принадлежат работы по принципам, предмету и методу правового регулирования, источникам таможенного права.

## Образование
В 1981 году с отличием окончил юридический факультет Казанского федерального университета.
В 1991 году в Московском государственном университете защитил диссертацию на соискание учёной степени кандидата философских наук по теме «Право как феномен культуры».
В 2008 году в РПА Минюста России защитил диссертацию на соискание учёной степени кандидата юридических наук по теме «Правосубъектность некоммерческих организаций».

## Научная деятельность
Виктор Сидоров первым в отечественной научной литературе посвятил развёрнутое учение содержанию праву как феномену культуры на основе системно-деятельностного подхода. Он сформулировал понятие правовой деятельности, которая представляет собой некоторый масштаб социальной активности (свободы выбора и свободы самовыражения), детерминированной волей и сознанием субъекта, причем в ней должно присутствовать признание свободы воли других субъектов и наличие предела, за которым кончается право и начинается произвол (Право как феномен культуры. Москва. 1991.).
В последующих работах данный подход ученый применил в рамках исследования ряда дискуссионных и малоисследованных вопросов в области гражданского права, в частности при анализе теоретических и практических вопросов правосубъектности некоммерческих организаций. Так, он выработал определение «деятельность некоммерческих организаций», под которым понимает активность (состоящую из отдельных действий, предмета и средств деятельности) таких организаций, направленную на реализацию их уставных целей (Правосубъектность некоммерческих организаций. Монография. Москва. 2007).
Исследуя правосубъектность некоммерческой организации он делает вывод, что положение о нецелесообразности дальнейшего использования в действующем законодательстве формулировки «предмет деятельности некоммерческой организации» при определении объёма её правоспособности и предлагает вместо понятийного ряда «цель и предмет деятельности юридического лица», «цель и предмет деятельности некоммерческой организации» (употребляемых, например, в Федеральном законе от 12.01.1996 г. № 7-ФЗ «О некоммерческих организациях») использовать в действующем законодательстве более точные, научно обоснованные формулировки, отражающие специфику правового статуса как юридических лиц вообще, так и некоммерческих организаций в частности, а именно: «цель и средства деятельности юридического лица», «цель и средства деятельности некоммерческой организации».
Позиция Виктора Сидорова связана с тем, что в современных условиях использование легальных критериев разграничения юридических лиц на коммерческие и некоммерческие организации способствует образованию разрыва между концептуальным и фактическим содержанием понятия «некоммерческая организация». Установлено также, что рассматриваемые критерии применяются законодателем непоследовательно. В этой связи он предлагает провести доктринальную систематизацию организационно-правовых форм некоммерческих организаций, выработки конкретных мер по совершенствованию законодательства о некоммерческих организациях (например, установления закрытого перечня всех видов некоммерческих юридических лиц в одном нормативном правовом акте с отсылками к более подробной регламентации в специальных законах, более четкого определения правового статуса целого ряда некоммерческих юридических лиц: торгово-промышленных палат; саморегулируемых организаций арбитражных управляющих; саморегулируемых организаций профессиональных участников рынка ценных бумаг; объединений работодателей).
Значительное в научной деятельности В. Н. Сидорова занимают разработка теоретических аспектов таможенного права, в том числе принципов, предмета и метода правового регулирования, источников таможенного права, в частности становление и развитие теории системы таможенного права предлагает осуществлять через категории «таможенно-правовой институт». Впервые предложил дефиницию таможенно-правового института и раскрыл её содержание, под которой понимает систему норм таможенного права, выделенную в относительно самостоятельную институциональную общность на основе целостной юридической конструкции в соответствии с предметными, методологическими основаниями и ориентированную на достижение практического результата по средством соблюдения, исполнения, использования и применения правовых требований в таможенной сфере.
В одной из своих работ «Нормы „soft law“ как источник таможенного права Таможенного союза» определяет, что для таможенного права Таможенного союза характерна своя, уникальная и относительно самостоятельная система источников права, в которую следует включить также нормы «soft law», принимаемые в виде актов Азиатско-Тихоокеанского экономического сотрудничества. По мнению автора, в рамках Таможенного союза ЕАЭС действует шестиуровневая система законодательства. При этом к наднациональному уровню относятся: Таможенный кодекс Таможенного союза, международные договоры государств — членов Таможенного союза ЕАЭС и решения Комиссии Таможенного Союза, а к национальному — таможенные кодексы государств — участников Таможенного союза, решения их правительств и нормативно-правовые акты их таможенных служб.
Исследуя теоретичские основы таможеного права он обратился к изучению дефиниции «принципы таможенного права», а также к реализации таких принципов во внешнеэкономической деятельности в современных условиях. Автор определил, что принципы таможенного права призваны выполнять одновременно две наиважнейшие функции в таможенном деле: способствовать стабилизации таможенно-правовых отношений, ограничивая их определёнными нормативными рамками, и закреплять все инновации, которые появляются в практической деятельности таможенных администраций и участников внешнеэкономической деятельности. Ученый предлагает рассматривать принципы таможенного права в контексте интегративного подхода, способствующего созданию более эффективного механизма правового регулирования в таможенной сфере. Согласно исследованиям проведенным ученым под принципами таможенного права предлагается понимать общепризнанные основополагающие идеи, обладающие предельной степенью абстрагирования, императивности и имеющие универсальный характер, закрепленные в действующем таможенном законодательстве и иных источниках таможенного права, а также основополагающие идеи правосознания, получившие общее признание в деятельности правотворческих и правоприменительных органов государства (даже несмотря на отсутствие их формальной фиксации в позитивном праве), обусловленные уровнем развития социума и постижения им закономерностей формирования правовой сферы жизнедеятельности общества, направленные на создание эффективного механизма правового регулирования в таможенной сфере.
В своих работах он определяет таможенное право как комплексную отрасль права. Данную точку зрения аргументирует следующим образом. Комплексность таможенно-правовых отношений обусловливается комплексным характером их предмета, состоящего из неоднородных компонентов (частно-правовых и публично-правовых отношений), а также комплексным методом правового регулирования общественных отношений, включающий не только административно-правовой, но и гражданско-правовой метод регулирования. Так, по мнению Виктора Сидорова таможенное право имеет свой предмет регулирования, поскольку в его состав входят различные группы общественных отношений, отличающиеся значительной спецификой (отношения, связанные с организацией таможенного дела в Российской Федерации и в рамках Таможенного союза, с таможенной очисткой (таможенным оформлением), с таможенным контролем, с правонарушениями в таможенной сфере и ответственностью за их совершение; отношения, обусловленные применением таможенных процедур, участием России в международно-правовом сотрудничестве в таможенной сфере; отношения в области таможенно-тарифного регулирования, взимания таможенных платежей; отношения в сфере таможенной статистики и ТН ВЭД ТС). Общим признаком для всех вышеперечисленных отношений является то, что они складываются в процессе осуществления таможенной деятельности (таможенного дела), так или иначе связанной с перемещением товаров через таможенную границу Таможенного союза. Таким образом, у таможенного права имеется свой круг объектов регулирования — товары и транспортные средства, перемещаемые через таможенную границу Таможенного союза.
С 1997 г. на научно-педагогической работе, преподавал в Московском государственном университете, Финансовом университете при Правительстве Российской Федерации, Всероссийском государственном университете юстиции и на Факультете права в РосНОУ. Является научным руководителем и рецензентом выпускных квалификационных работ магистров. Подготовил с учётом новых требований Минобрнауки России рабочие программы и фонды оценочных средств по учебным дисциплинам: «Таможенное право», «Международное таможенное право», «Правовое обеспечение деятельности Евразийского экономического союза» ,"Таможенное регулирование в Евразийском экономическом союзе", «Правовой режим международных морских портов», «Упрощение процедур торговли» и «Международное морское право», «Право региональных международных организаций».
Будучи опытным педагогом, Виктор Сидоров уделет большое внимание подготовке кадров, принимал активное участие в работе над учебниками и учебными пособиями по таможенному праву. Издал Учебник Таможенное право пятью переизданиями. В книге автор рассматривает наиболее актуальные вопросы таможенного права, в том числе понятие, назначение, источники и субъекты таможенного права. Особое внимание уделено таможенному контролю, таможенным платежам, таможенным операциям и процедурам, единой товарной номенклатуре внешнеэкономической деятельности, а также вопросам определения страны происхождения товаров.